# 658
658 foi um ano comum do século VII que teve início e terminou a uma segunda-feira, segundo o Calendário Juliano. A sua letra dominical foi G. Segundo o horóscopo chinês, foi o ano do Cavalo.
| Ano completo                         |
| ------------------------------------ |
| Ano comum com início à segunda-feira |

## Nascimentos
- Ali ibn Husayn, neto de Maomé.

## Mortes
- Rei Samo, dos Eslavos.
- Jajang Yulsa, monge do Reino de Silla (Corea).
- Chu Suiliang, chanceler chinês da dinastia Tang (n. 597)